# Đèo Chẹn
Đèo Chẹn là đèo trên quốc lộ 37 ở vùng giáp ranh giữa huyện Mai Sơn và huyện Bắc Yên tỉnh Sơn La, Việt Nam .

## Vị trí
Quốc lộ 37 ở vùng này mới được nâng cấp từ đường tỉnh 113 trước đây, nối quốc lộ 6 ở ngã ba Cò Nòi 21°08′21″B 104°11′42″Đ / 21,139203°B 104,195064°Đ xã Cò Nòi huyện Mai Sơn đi hướng đông bắc tới thị trấn Bắc Yên 21°14′46″B 104°25′54″Đ / 21,246115°B 104,431805°Đ.
Đỉnh đèo Chẹn ở ranh giới xã Nà Bó huyện Mai Sơn với xã Hua Nhàn huyện Bắc Yên, trong vùng đất các bản Kéo Bó. Đỉnh đèo cách ngã ba Cò Nòi cỡ 10 km.
Đường tỉnh 113, lúc mở đường có tên đường 13, được mở năm 1953 để phục vụ chuyển quân trong chiến dịch Điện Biên Phủ. Khi đó dân cư còn thưa thớt, tên đèo đặt theo tên bản Chẹn xã Mường Khoa, bản ở cách đỉnh đèo gần 8 km. Ngày nay tại vùng đèo đã có thêm nhiều bản mới, là các bản Chẹn và Kéo Bó, và ra đời xã Hua Nhàn.
Cung đèo hiểm trở, là nơi được giới du lịch mạo hiểm ưa khám phá. Tuy nhiên sự hạn chế về bảo dưỡng làm cho đèo và đường là nơi dễ xảy ra tai nạn và sạt lở ách tắc.